# 乔伊斯·卡罗尔·欧茨
乔伊丝·卡萝尔·奥茨，也作乔伊斯·卡罗尔·欧茨（英語：Joyce Carol Oates，1938年6月16日—），美国作家。

## 生平
她成长于纽约郊区的工人阶级家庭，1963发表首部作品，自此之后发表了5部长篇小说。她的小说《他们》获得美国国家图书奖，Black Water (1992), What I Lived For (1994), 和 Blonde (2000) 被提名普利策奖。奥茨以多产而闻名，被认为是1960年代以来最重要的美国小说家之一。

## 風格
奥茨素以揭露美国社会的暴力行径和罪恶现象而闻名，其作品在整体上构成了一幅当代美国社会的全景图，不仅生动地反映了美国社会各个阶层的现实生活，特别是中下层阶级和劳动阶层的生活状态，而且触及到美国社会生活的多个领域，如学术界、法律界、宗教界、政坛，乃至拳击、足球等体育运动。从表现形式上看，美国文化传统对奥茨的影响显而易见，在继承马克·吐温、德莱塞、斯坦贝克等作家的批判现实主义传统的同时，她尤其擅长使用心理现实主义手法，注重用多样化的艺术形式刻画人物内心世界。尽管她的某些作品尝试运用了心理分析、内心独白、意识流、象征主义、神秘主义等现代主义表现手法，但是评论界普遍认为，奥茨的创作思想根基主要还是现实主义，因此她惯常被称为“具有巴尔扎克式雄心”的现实主义女作家。近几年，一个比较引人注目的现象是，奥茨又将她敏锐的现实主义触角伸向了犹太题材。
奥茨曾用笔名"Rosamond Smith"和"Lauren Kelly"写作。

## 著作
- 1969：《他们》
- 1980：《感傷教育》（A Sentimental Education: Stories）
- 1986：Marya: A Life
- 1992：Black Water
- 2000：Blonde
- 2002：Beasts
- 2002：《Big Mouth & Ugly Girl》
- 2003：《強暴: 一個愛的故事》（Rape: A Love Story）
- 2004：The Falls